# Алвано-Македония
„Алвано-Македония“ (на гръцки: Αλβανο-Μακεδονία) или „Албано-Мачедония“ (на румънски: Albano-Macedonia) е всекидневен вестник, издаван в Букурещ в 1893 – 1894 година в 2 еднакви версии на румънски и на гръцки език.
Вестникът е издаван от Щефлу ал Дамчю Македон и публикува неподписани текстове. Запазен е само един екземпляр от 25 януари 1894 г., от чийто текст са взети данните за първото издание. Логото е „Братство, свобода“, символизиращо солидарността между албанци и арумъни. Вестникът е за освобождение и независимост в Албания. Основната идея на вестника е освобождението на албанци и власи. Вестникът е конфискуван.